# コスメル

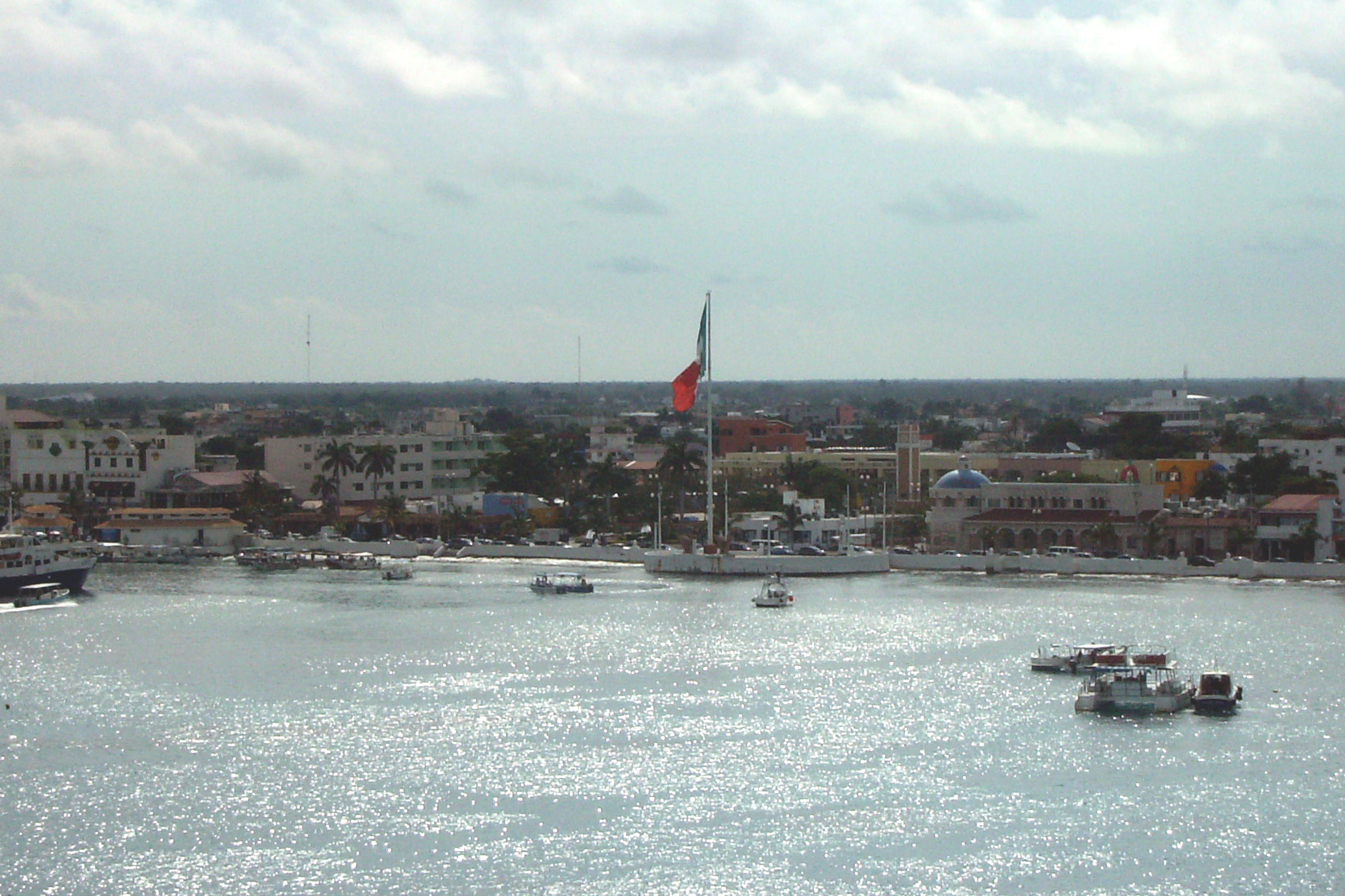
サン・ミゲル・デ・コスメル

コスメル（Cozumel）は、メキシコのユカタン半島の東にある島。コスメルとはマヤ語でツバメの島を意味する。現代マヤ語ではKùutsmilと呼ばれる。カリブ海の西部に浮かび、キンタナ・ロー州に属する。コスメルは全域がコスメル地方自治体（Municipio de Cozumel）に属する。コスメルはメキシコ有数の観光地として知られ、マリンスポーツやスキューバダイビング、そしてシュノーケリングを楽しむ多くの観光客が世界中から訪れる。島の中心都市はサン・ミゲル・デ・コスメルである。

## 地理
この島は南北約48キロ、幅16キロであり、ティブロン島とアンヘル・デ・ラ・グアルダ島に次ぐメキシコで三番目に大きな島である。本土から約10キロ離れており、カンクンから90キロの南に位置する。コスメルの大部分の人口は島の西岸のサンミゲル・デ・コスメルに集まっている。
土地は、コスメルアライグマ、コスメルツグミモドキ、コスメルカヤマウスなどの固有種の動物種の生息する半落葉性のジャングルに覆われている。付属の小島を含むコスメル島は、477.961キロの陸地面積がある。島には両生類と爬虫類が多く生息しており、サンゴ、ウミトサカ目、スナギンチャク、多毛類、イソギンチャク、ヒドロ虫、海綿動物、甲殻類、軟体動物、棘皮動物、サンゴ礁に住む魚類、ロブスター、カニ、藻類、海草などが豊富である付近の海域のサンゴ礁は世界で2番目に大きいサンゴ礁システムのメソアメリカ堡礁システムに属する。具体的な生息種として、アメリカヒルギ、ブラックマングローブ、ホワイトマングローブ、ボタンマングローブの4種のマングローブの植物種およびアメリカヘビウ、タイセイヨウクロマグロ、カリビアンシャープノーズパファー、タイマイ、アカウミガメ、アオウミガメ、ケショウモンガラ、コーラルトードフィッシュ、Aliger gigas、コモリザメ、イタチザメ、カマストガリザメ、アメリカアカエイ、ツナギトゲオイグアナ、ベニイロフラミンゴ、シロボウシバトなどの動物種が挙げられる。
コスメルは石灰岩でできた平坦な島であり、その結果カルスト地形が発達している。島の最高点は海抜15mである。コスメルには、数千年の間に柔らかい石灰岩の土壌を通じて陥没穴に地下水が溜まったセノーテがある。コスメルのセノーテは、適切に登録されたダイバーのみに利用を制限している。1990年代初頭に、ここで洞窟探検家のグループが、世界で5番目に大きい水中洞窟を発見した。
2016年にユネスコの生物圏保護区に指定された。また、島南部のコスメルサンゴ礁国立公園は2005年に、北部のマングローブと湿地帯は2009年にそれぞれラムサール条約登録地となった。

## 歴史
マヤ人はこの島に4世紀ごろには居住していたと考えられ、島からは先古典期のオルメカの工芸品も発見されている。この島はイシュ・チェルというマヤの月の女神の聖地となっており、ここの寺院は特に不妊に悩む女性の巡礼の地となっていた。マヤの遺跡は後古典期まで島全体に点在しているが、最大の遺跡は第二次世界大戦中に空港を造るために破壊されてしまった。現在は合計約40ヶ所のマヤ遺跡が島内に分布しており、最も大きな遺跡は島の中央部にあるサン・ヘルバシオ遺跡（San Gervasio）である。
この島を最初に訪れたスペイン人はフアン・デ・グリハルバであり、翌年にはエルナン・コルテスの大艦隊がこの島のマヤ寺院を破壊した 。当時この島には4万人のマヤ人が住んでいたとされるが、スペイン人の持ち込んだ天然痘によって人口は急減し、1570年にはたった30人しかこの島には居住していなかった。その後、18世紀には海賊の隠れ家となったが、すぐに放棄された。この島に再びまとまった人が住むようになったのは、1848年に東のユカタン半島でカスタ戦争というマヤ人の大反乱があり、それを逃れた難民がこの島に再定住してからである。

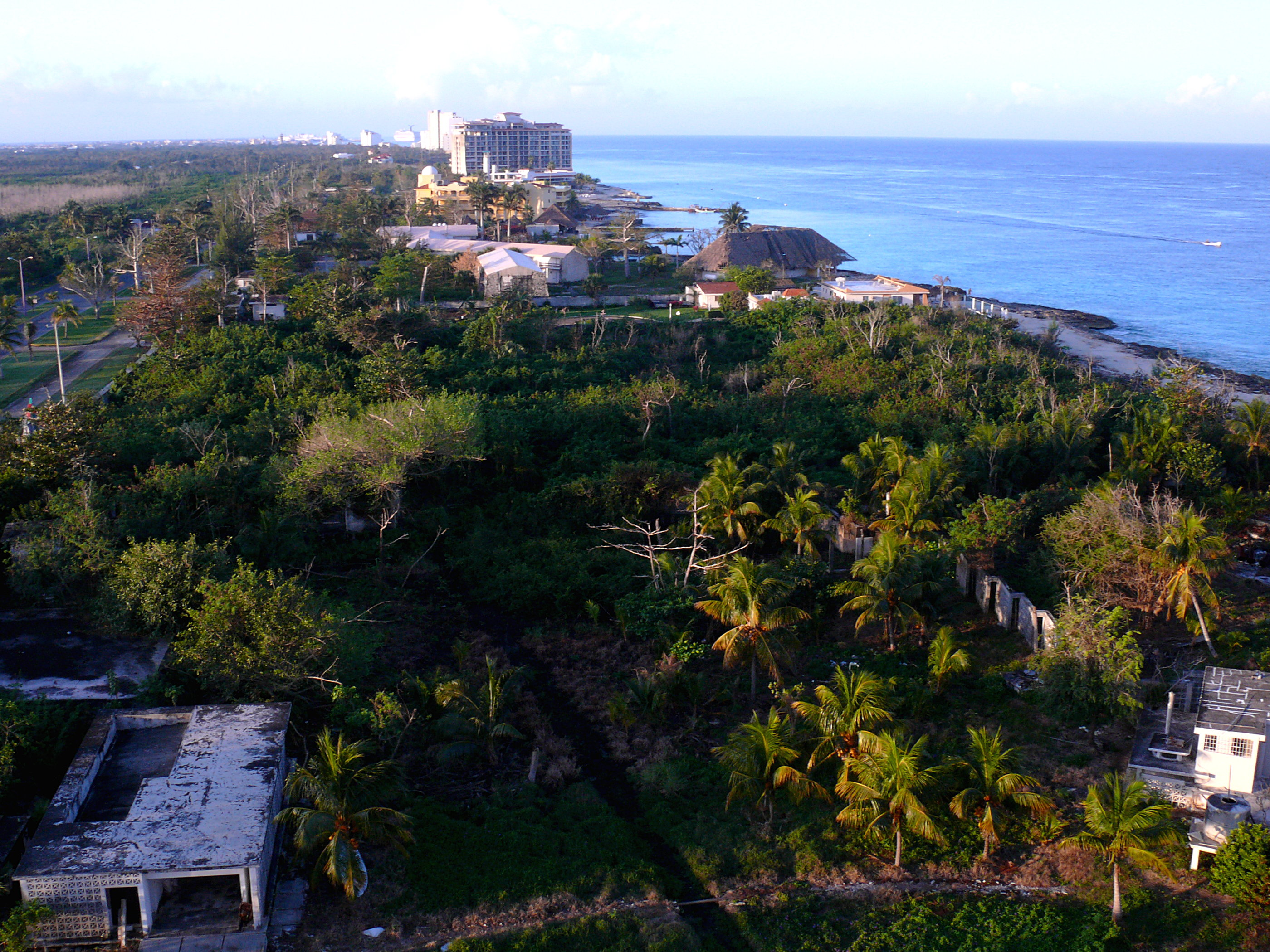
サン・ミゲルの街の南からの写真

1960年にジャック・クストーが島の南にあるパランカー・リーフの美しさをたたえ、世界で最もスキューバダイビングが楽しめる場所として発表してから、この島の観光開発は急速に進んだ。北のカンクンが大観光地として開発されたため、そこにほど近いコスメルもまた観光地として脚光を浴びるようになった。第二次世界大戦時に作られた古い空港でもジェット機を発着させることはできたが、より大きな空港が1970年代に建設され、さらに交通の便が良くなった。

## 観光
島を取り囲む美しいサンゴ礁を最も楽しめるスキューバダイビングは、現在でも依然として島の観光の目玉の一つである。これらのサンゴ礁は、主に島の大陸に向いた側に発達し、島の自然地理によって外洋（カリブ海）から保護されている。1996年に、メキシコの政府はコスメルリーフ国立海洋公園を設立し、公園の境界内の海洋生物に触れたり、採取したりするのを禁止した。コスメルの観光業に占めるサンゴ礁の重要性にもかかわらず、1990年代に水深の深い桟橋が建設され、珊瑚礁に被害を与えた。現在では、この桟橋にはカリブ海のクルーズ船が定期的に就航している。
島ではさまざまなマリンスポーツが楽しめ、カイトサーフィンやパラセーリングも楽しめる。島には300を超えるホテルがあり、観光客向けの土産物屋やレストランも数多い。工業製品や食品はすべて本土から船で運ばれ、水は島にある3つの淡水化施設から供給される。

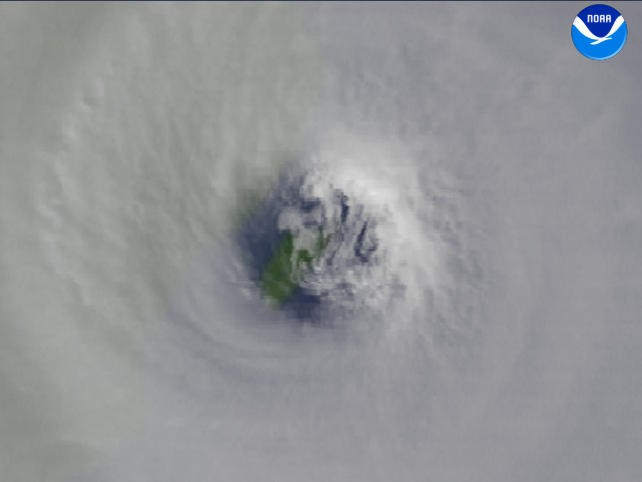
ハリケーン・ウィルマ。台風の目の中にコスメルがすっぽり入ってしまっている

2005年にはハリケーン・エミリーとハリケーン・ウィルマの二つのハリケーンがコスメルを直撃し、島に甚大な被害をもたらした。ハリケーン・エミリーは7月に上陸したが、最も被害が大きかったのは10月に直撃したハリケーン・ウィルマであった。これにより、特に浅い海の珊瑚礁や水中生物に被害がもたらされた。

## 街と村
コスメルはコスメル地方自治体に属しているが、コスメル地方自治体はコスメル島とその付属小島以外に、本土側のソリダリダド地方自治体に隣接して二つの飛び地を持っている。
| 名                         | 2010年人口 |
| -------------------------- | ---------- |
| サン・ミゲル・デ・コスメル | 77,236     |
| Las Fincas                 | 746        |
| Kilómetro Cuatro y Medio   | 211        |
| La Estrella                | 154        |
| San Lorenzo                | 134        |
| La Esperanza               | 115        |
| Huerto Familiar            | 104        |
| Villa Cozumel              | 75         |
| Las Palmeras               | 72         |
| Iberostar                  | 52         |
| Dos Arbolitos              | 44         |
| San Carlos                 | 34         |
| 総計                       | 79,535     |

## 祭り
毎年、4月末か5月の初めの5日間に、コスメル島の南にある、エル・セドラルの小さな町で伝統的な祭りが開催される。この祭りはカシミーロ・カルデナス（Casimiro Cárdenas）によって150年以上前に始まったと言われている。カルデナスは、カスタ戦争中の攻撃の後、本土のサバンの村から島に逃げたグループの一つであった。攻撃者は他の多くの村人を殺害したが、カルデナスは、小さな木製の十字架をつかみながら生き残った。伝説によると、カルデナスがこの十字架の宗教的な力を称えるために、定住場所で毎年恒例のお祭りを開始することを誓ったと言われている。今日、このエル・セドラル祭は、見本市、伝統的な祭り、ロデオ、闘牛、音楽とコンクールを含むより広範なフェスティバルの一環を形成している。

## ギャラリー

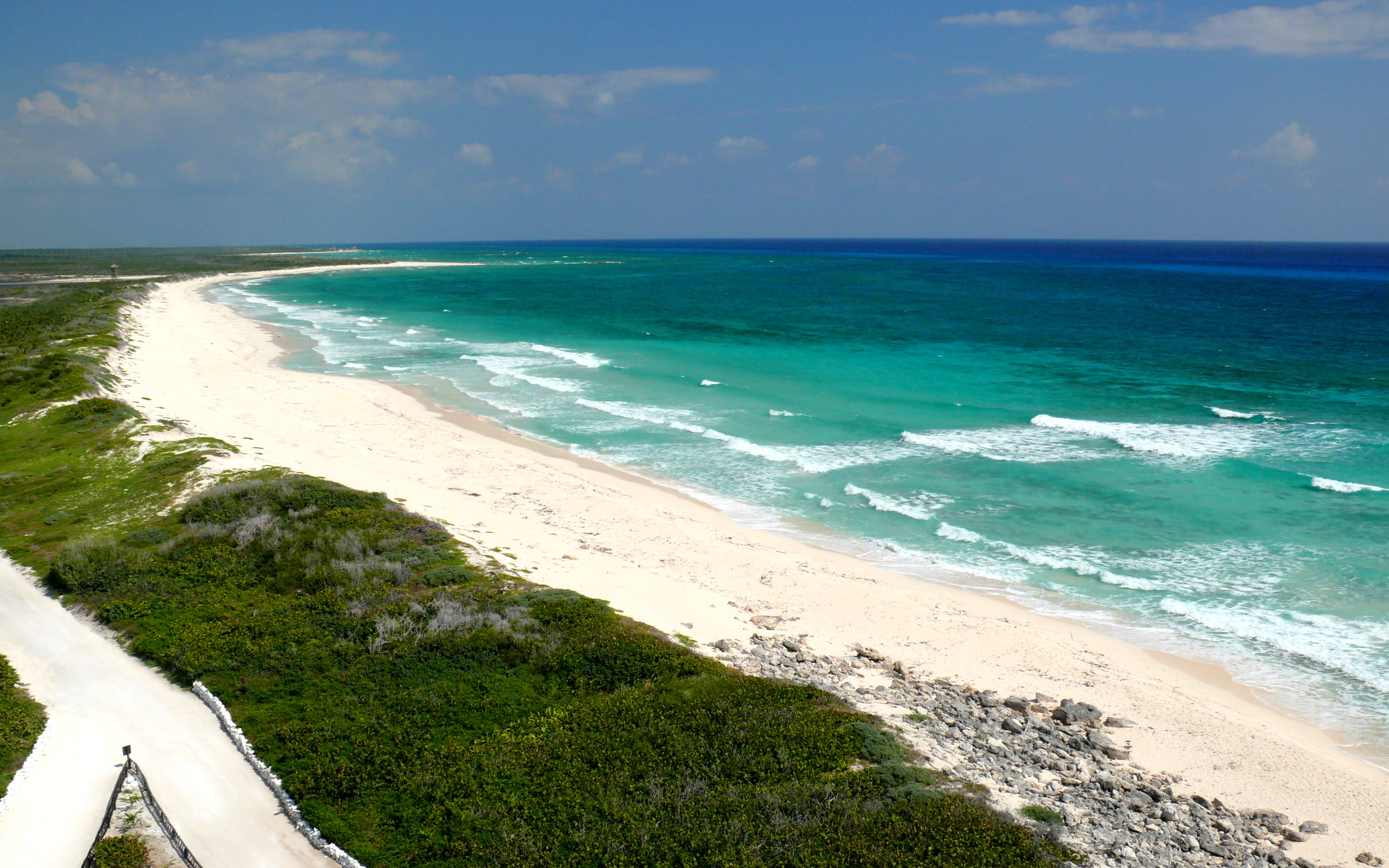
プンタ・スル（スペイン語版）灯台からの眺め
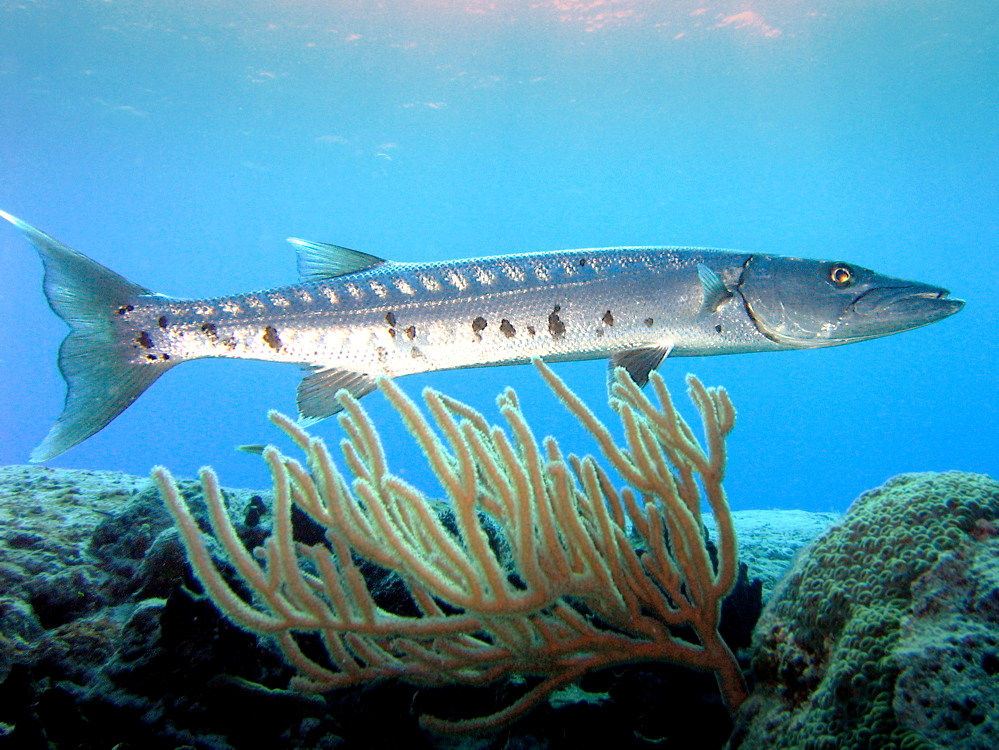
パラダイスリーフのカマス
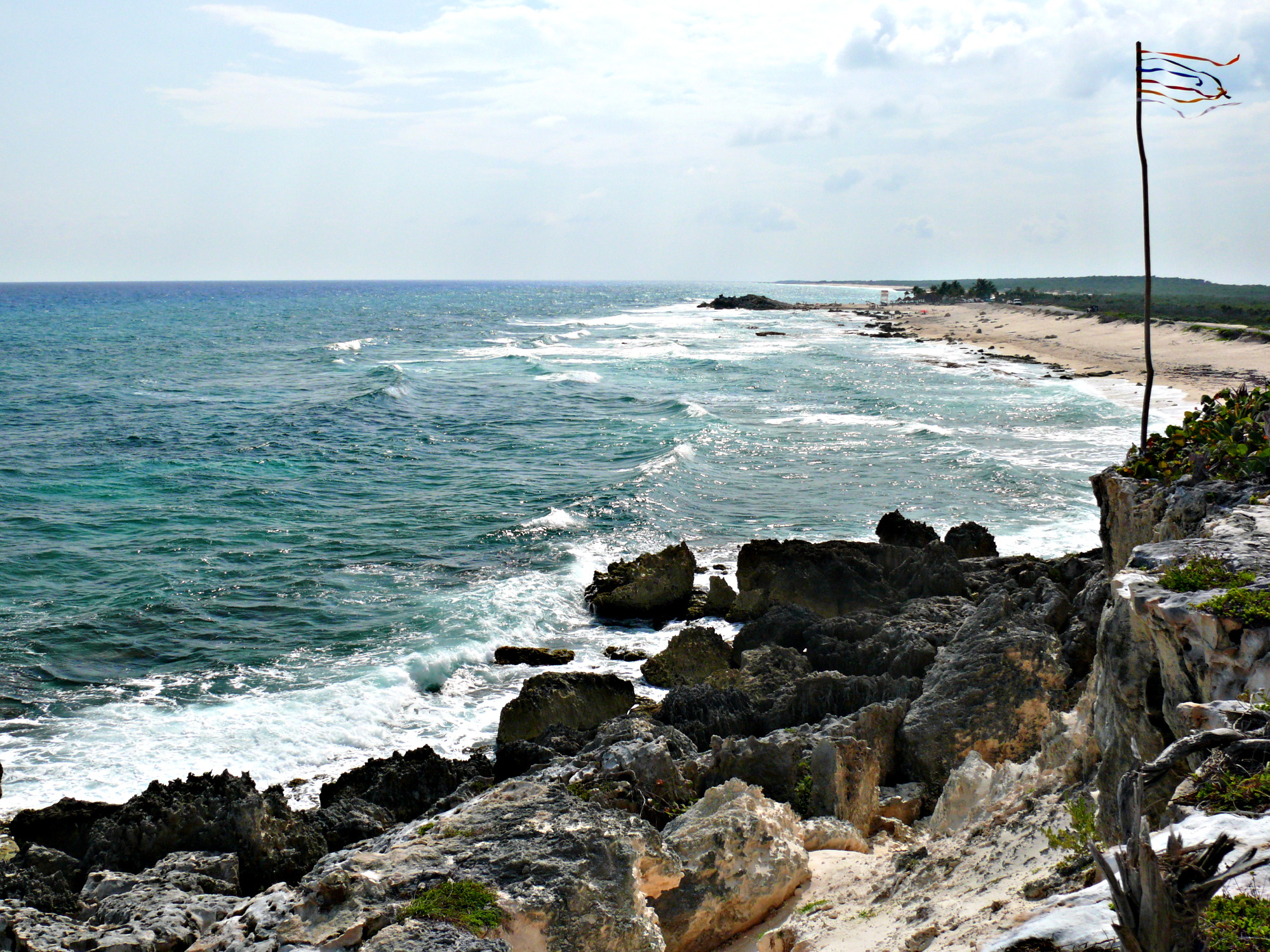
ウィンドワード海岸
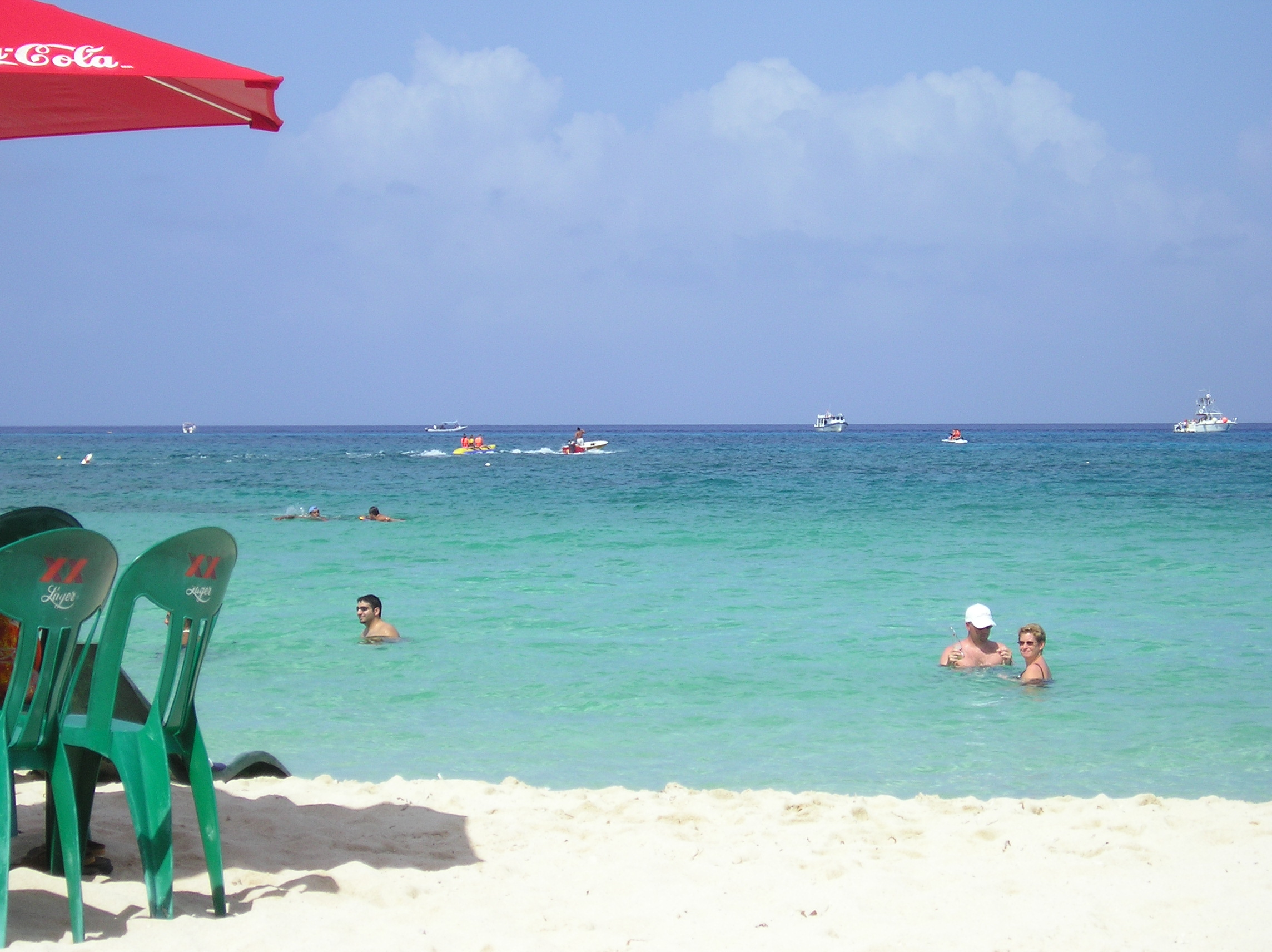
浜辺の海水浴客
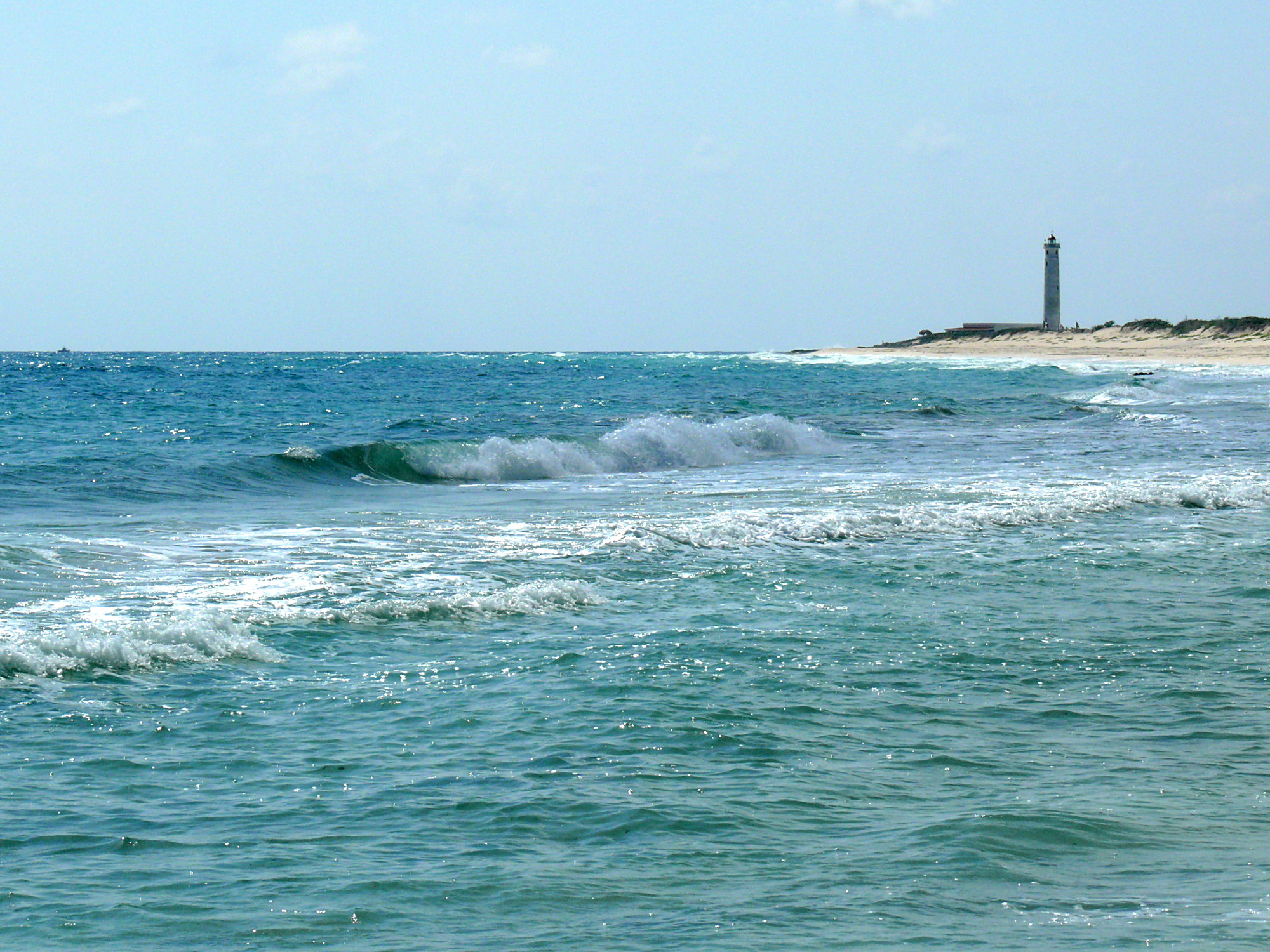
プンタ・スル灯台
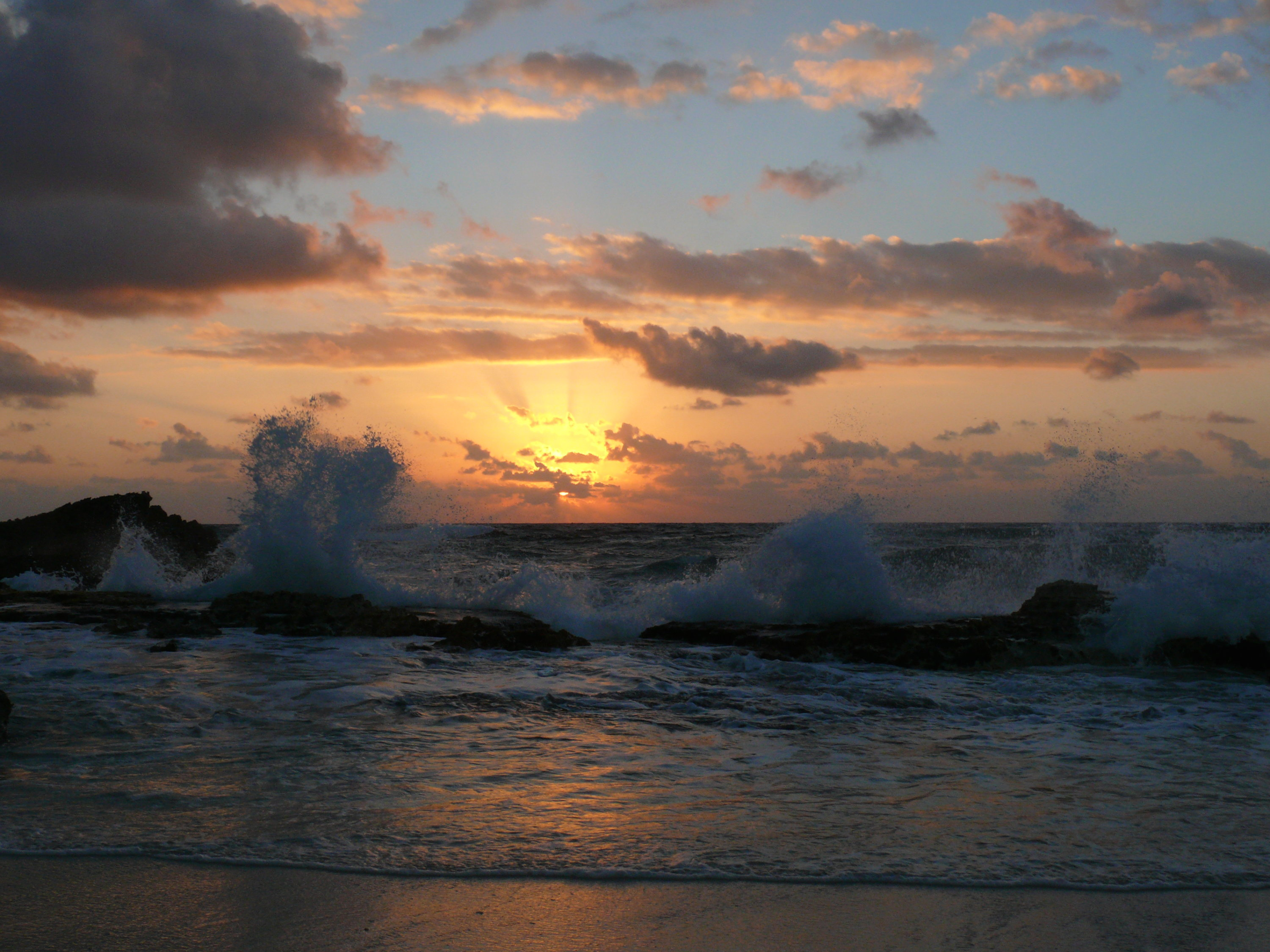
ウィンドワード海岸の朝
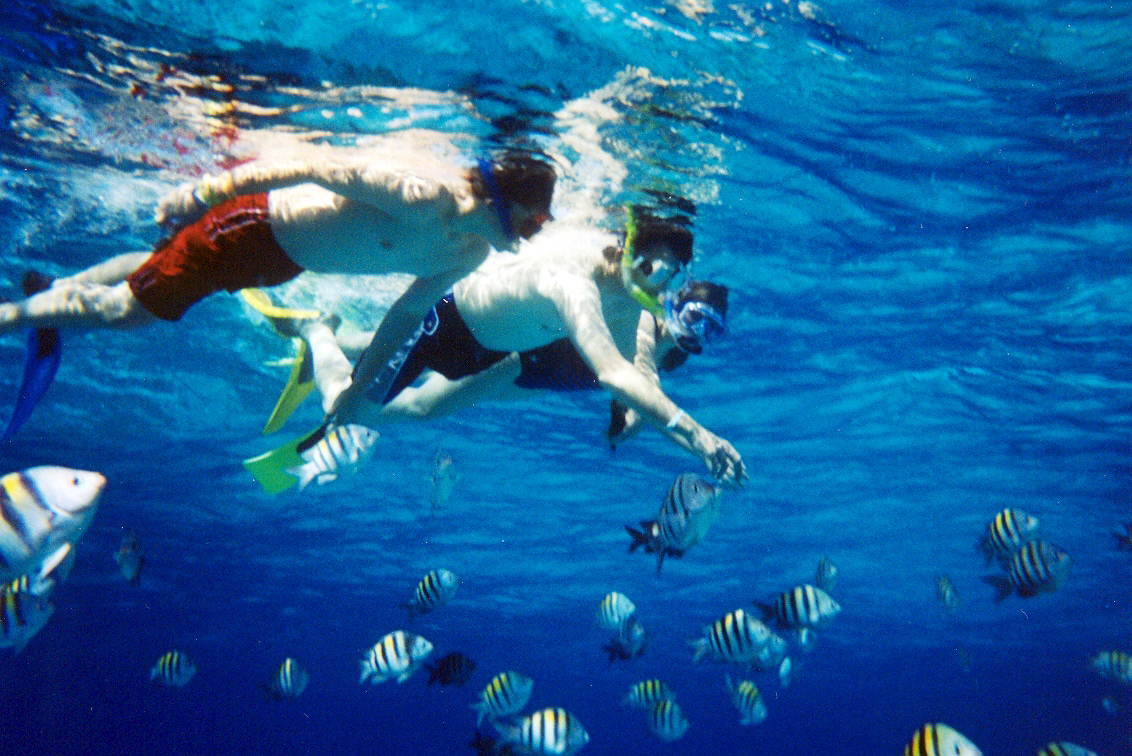
魚とシュノーケリング
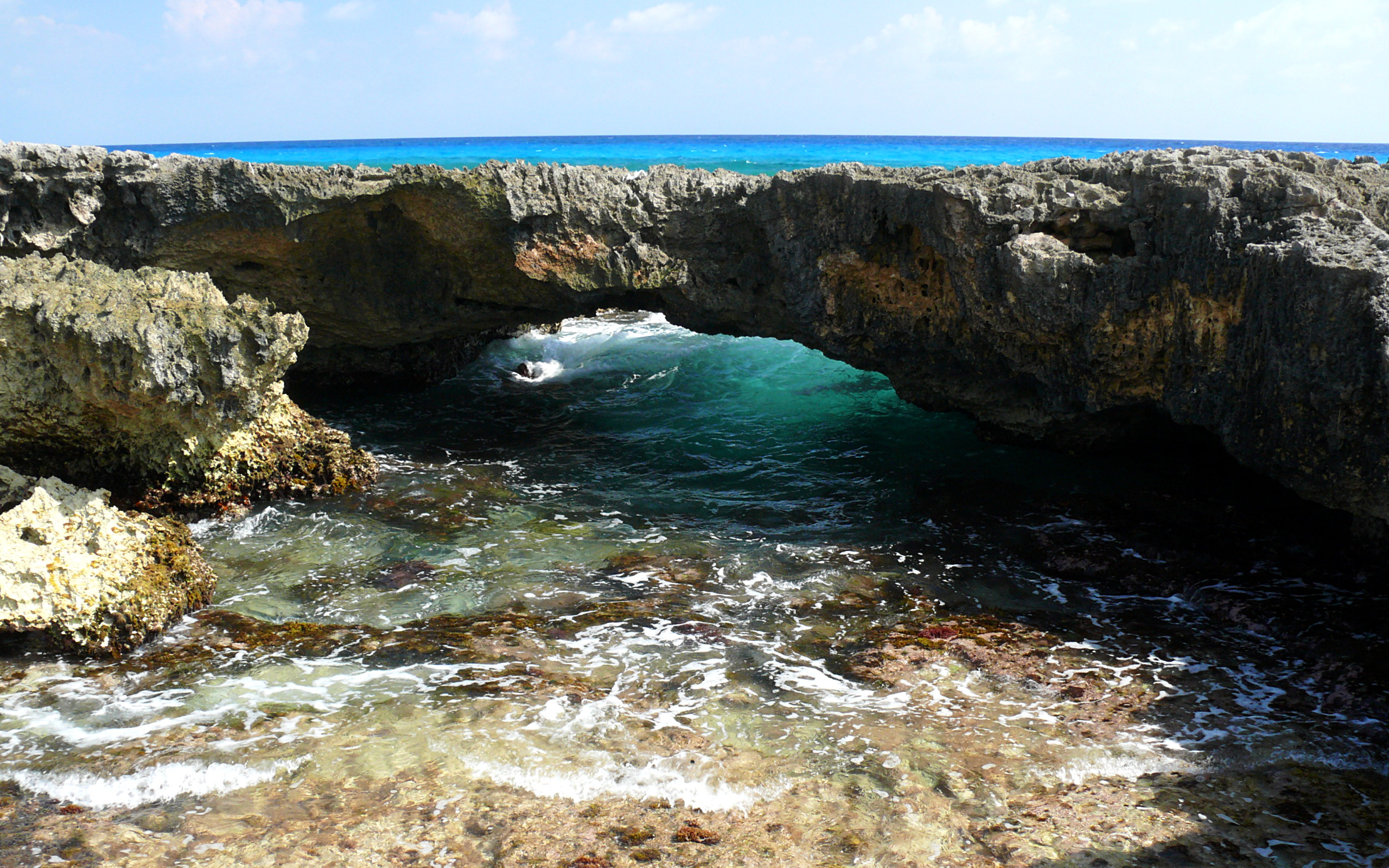
ウィンドワード海岸
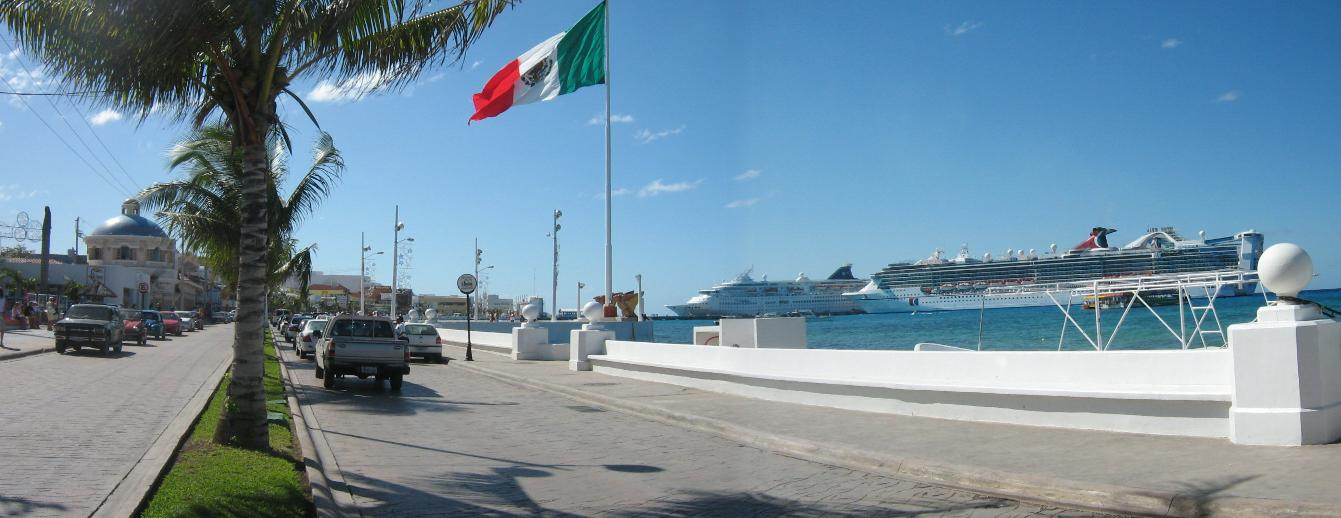
サン・ミゲルに停泊中のクルーズ船

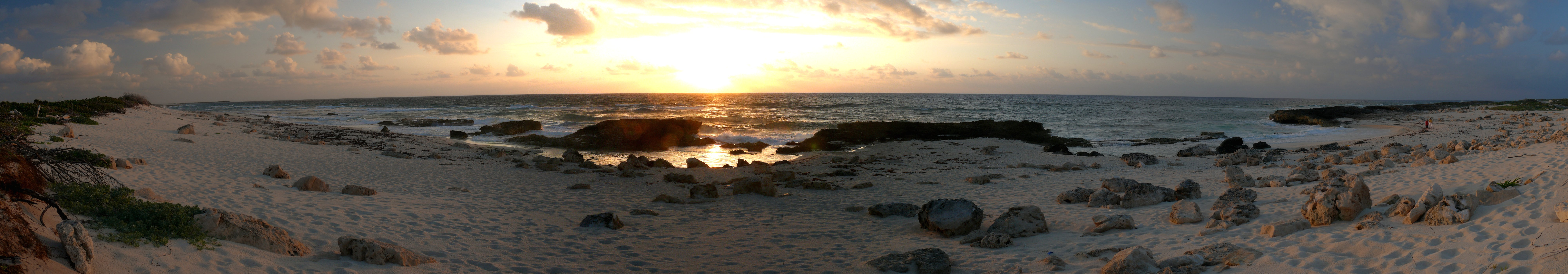
コスメルの朝のパノラマ